# 奥隆基市镇
奥隆基市镇（俄语：Муниципальное образование «Олонки»）是俄罗斯联邦伊尔库茨克州博汉区所属的一个市镇。其下辖有个居民点，行政中心为奥隆基。据2016年统计，该市镇的人口为2871人。